# Eleição municipal de Araras em 2012
A Eleição municipal de Araras em 2012, ocorreu dia 07 de outubro de 2012 e elegeu os cargos de prefeito e vice-prefeito do estado de Araras e de 11 vereadores do município que faz parte dos Estado de São Paulo. O prefeito eleito foi Dr. Brambilla (PT) e seu vice Carlos Alberto Jacovetti, que concorreram contra Gábi Eliseu (PSDB), Engenheiro Paulinho (PTC) e Walter de Oliveira (PSD).

## Antecedentes
Após as eleições de 2008 os candidatos então eleitos, Pedro Eliseu Filho (DEM) e seu vice, Agnaldo Píspico (DEM), tiveram seus mandatos cassados, ocorrendo que uma nova eleição para os cargos de prefeito e vice-prefeito tiveram de ser realizadas. A nova eleição elegeu Dr. Brambilla e seu vice Carlos Alberto Jacovetti.
Outubro de 2008, poucas horas após a divulgação oficial do resultado da eleição municipal daquele ano, os vitoriosos Pedrinho Eliseu e Agnaldo Píspico (DEM), eleitos prefeito e vice com 38.770 votos e Nelson Brambilla (PT), vereador dos mais votados da história de Araras, e que naquele pleito obteve 7.394 votos, festejaram juntos o resultado das urnas. A campanha daquele ano incluia caminhadas pelas ruas do Centro da cidade e uma carreata, na qual Brambilla, Pedrinho e Píspico desfilaram juntos na carroceria de uma picape, acenando e sorrindo para o povo. Nas semanas que antecederam a votação, Pedrinho e Brambilla chegaram a cumprir agendas de campanha juntos. Foram a público várias vezes declarar apoio mútuo e pediram votos um para o outro. Brambilla classificou por diversas ocasiões a candidatura de Pedrinho como a chance que Araras tinha de mudar – para melhor. E o jovem candidato a prefeito reiterou muitas vezes que o apoio de um médico e político tão sério quanto Brambilla era motivo de orgulho para sua candidatura. O discurso uníssono entre eles na época era contra uma eventual “continuidade” do grupo de Luiz Carlos Meneghetti (PPS) no poder. Após dois mandatos consecutivos, Meneghetti apoiava seu vice Francisco Nucci Neto (PMDB) e o então presidente do Saema, Worinson Mercatelli (PPS), que acabaram derrotados no pleito. Pedrinho e Píspico eleitos prefeito e vice. Brambilla o vereador mais votado e depois, eleito presidente da Câmara Municipal. Assim terminava 2008.

## Eleitorado
Durante as eleições de 2012 foram apurados 76.262 votos, sendo que 87.93% dos votos foram validos, 5,06% brancos e 7,00% nulos.

## Candidatos
Durante as eleições houve quatro candidatos a prefeitura de Araras: Dr. Brambilla (PT), Gábi Eliseu (PSDB), Engenheiro Paulinho (PTC) e Walter de Oliveira (PPS).
| Candidato(a)        | Vice                     | Partido | Coligação                                                                                    |
| ------------------- | ------------------------ | ------- | -------------------------------------------------------------------------------------------- |
| Dr. Brambilla       | Carlos Alberto Jacovetti | PT      | "Araras em 1º lugar" (PRB/PP/PT/PTB/PMDB/PTN/PR/PSDC/PSB/PPL/PSD/PT do B)                    |
| Gábi Eliseu         | Dr. Luiz Emilio Salomé   | PSDB    | "Prefeitura, empresa. Cidade Inteligente" (PDT/PSL/PSC/DEM/PRTB/PHS/PMN/PV/PRP/PSDB/PC do B) |
| Engenheiro Paulinho | Tony Galassi             | PTC     | "PTC"                                                                                        |
| Walter de Oliveira  | Nilza T. Figueiredo      | PSD     | "PPS"                                                                                        |

### Aplicação da Ficha Limpa
Os candidatos Pedro Eliseu Filho e Agnaldo Píspico tiveram seus registros negados pelo tribunal superior de eleitoral, devido a condenação por abuso de poder econômico e uso indevido dos meios de comunicação durante as eleição de 2008 para prefeito do município de Araras.
Os ministros do Tribunal Superior Eleitoral (TSE) decidiram, por maioria, na sessão desta terça-feira (4), que é possível aplicar a inelegibilidade de oito anos prevista na Lei da Ficha Limpa (Lei Complementar nº 135/2010) mesmo em relação a condenações transitadas em julgado sobre fatos anteriores à vigência da lei.
No caso, os ministros negaram um recurso a Pedro Eliseu Filho e Agnaldo Píspico e mantiveram negados seus registros de candidatura para concorrerem aos cargos de prefeito e vice-prefeito de Araras-SP nas eleições de outubro deste ano. A decisão do TSE manteve o entendimento do juízo de primeira instância e do Tribunal Regional Eleitoral de São Paulo (TRE-SP). O Ministério Público Eleitoral (MPE) apresentou o pedido de impugnação ao registro dos dois por eles terem sido condenados por abuso de poder econômico e uso indevido de meios de comunicação nas eleições municipais de 2008, tendo sido aplicada inelegibilidade de três anos.
A defesa dos candidatos alegou que, nas eleições de 2008, eles foram cassados e tiveram a inelegibilidade fixada em três anos, pois a cassação do registro se deu antes da vigência da Lei da Ficha Limpa.
Segundo o ministro-relator, Arnaldo Versiani, o ponto controvertido, no caso, consistia na possibilidade de a Lei da Ficha Limpa, que entrou em vigor após o trânsito em julgado da condenação dos dois candidatos, poder ser aplicada, em alguns casos, para dilatar as penas de inelegibilidade de três para oito anos.
De acordo com o relator, a Lei da Ficha Limpa não conflita com o caso. Lembrou que, apesar de o STF ter decidido que aquela lei não se aplicava às eleições de 2010, o caso apresentado é uma das exceções.
Disse ser possível, no caso, estender o prazo de inelegibilidade de três para oito anos, ainda que a condenação tenha transitado em julgado. Citou ainda entendimento do ministro Luiz Fux, em votos proferidos no Supremo Tribunal Federal, segundo os quais, mesmo em relação a condenações já transitadas em julgado, referentes a fatos pretéritos, seria possível estender o prazo de três para oito anos. O ministro Marco Aurélio ficou vencido.

## Resultados

### Prefeito
No dia 7 de outubro, Dr. Brambilla foi reeleito com 55,96% dos votos válidos.
| Candidato(a)              | Vice                            | 1º Turno 7 de outubro de 2012 | 1º Turno 7 de outubro de 2012 |
| Candidato(a)              | Vice                            | Votação                       | Votação                       |
|                           |                                 | Total                         | Porcentagem                   |
| ------------------------- | ------------------------------- | ----------------------------- | ----------------------------- |
| Dr. Brambilla (PT)        | Carlos Alberto Jacovetti (PSDC) | 37.527                        | 55,96%                        |
| Gábi Eliseu (PSDB)        | Dr. Luiz Emilio Salomé (PSDB)   | 20.675                        | 30,83%                        |
| Engenheiro Paulinho (PTC) | Tony Galassi (PTC)              | 7.636                         | 11,39%                        |
| Walter de Oliveira (PSD)  | Nilza T. Figueiredo (PSD)       | 1.222                         | 1,82%                         |
| Total de votos válidos    | Total de votos válidos          | 67.060                        | 87,93%                        |
| Votos em branco           | Votos em branco                 | 3.862                         | 5,06%                         |
| Votos nulos               | Votos nulos                     | 5.340                         | 7,00%                         |
| Total                     | Total                           | 76.262                        | 100%                          |
| Abstenções                | Abstenções                      | 14.381                        | 15,87%                        |
| Votos apurados            | Votos apurados                  | 76.262                        | 100%                          |
| Total de eleitores        | Total de eleitores              | 90.643                        | 100%                          |

### Vereador
Onze (11) vereadores foram eleitos durante as eleições de 2012 dos cento e noventa e cinco (195) candidatos a posição. Bonezinho Corrochel do PP foi o candidato mais votado com 4.849 votos.
| Bonezinho Corrochel         | PP   | 4.849 | 7,14% |
| Breno Cortella              | PT   | 2.940 | 4,33% |
| Marcelo de Oliveira         | PRB  | 2.136 | 3,15% |
| Nucci                       | PMDB | 1.956 | 2,88% |
| Erinson Mercatelli          | PSDB | 1.642 | 2,42% |
| Prof. Dê                    | PT   | 1.543 | 2,27% |
| Professora Anete            | PSDB | 1.522 | 2,24% |
| Ze Bede                     | PT   | 1.305 | 1,92% |
| Eder Muller                 | PT   | 1.112 | 1,64% |
| Magda Enfermeira            | PSDC | 1.090 | 1,61% |
| Eduardo Dias - Dú Segurança | PHS  | 827   | 1,22% |

## Posterior
Em 2013 o então prefeito Dr. Brambilla e seu vice Carlos Alberto Jacovetti tiveram seus mandados cassados sobre a denuncia de abuso dos meios de comunicação e por exceder os gastos com publicidade durante a eleição de 2012.